# No sé qué me das
«No sé qué me das» es una canción interpretada por el grupo español Fangoria, incluida originalmente en su tercer álbum de estudio, Naturaleza muerta (2001). Fue compuesta por Alaska, Nacho Canut y Luis Prosper, mientras que Fangoria y Carlos Jean la produjeron. La letra describe a una persona que, tras prometer no consumir una sustancia, lo hace nuevamente, llevándola a un estado de éxtasis que la transforma de calma a frenesí. El 25 de septiembre de 2001, Subterfuge Records la publicó como el primer sencillo del álbum y como un anticipo del mismo. 
Tras la publicación, la SGAE la catalogó como la «Mejor canción electrónica del año». La canción alcanzó el número dos en la lista de sencillos más vendidos de España.
El video musical, dirigido por Esferobite, se desarrolla en un picnic en medio del bosque, acompañado por animales disecados, cuya presencia está estrechamente relacionada con la estética del álbum.

## Antecedentes
La canción fue escrita por Luis Prosper mientras formaba parte de la banda Heroica, junto con Clara Morán y Ger Espada. Posteriormente, la pieza fue cedida a Fangoria para ser incluida en su álbum de estudio.

## Lanzamiento y rendimiento comercial
La primera edición física del sencillo publicada el 25 de septiembre de 2001, incluía la versión radio edit y una remezcla de Carlos Jean. La portada mostraba a Alaska y Nacho en una habitación verde, rodeados de animales disecados y flores. Posteriormente, se lanzó una nueva edición física del sencillo, que incluyó tres remezclas (de + D Lo Mismo, Milinko y Moli) y el videoclip de la canción. La portada de esta edición era una captura del videoclip, donde Alaska aparece de frente, mirando hacia un costado, emulando de nuevo su apariencia "disecada" como en la portada anterior.
Naturaleza muerta fue lanzado en octubre de 2001, aunque el sencillo fue anticipado un mes antes, logrando una recepción excepcional en la carrera del dúo debido a la gran comercialidad del tema. En su primera semana de lanzamiento, el sencillo alcanzó el puesto número dos en la lista de superventas y se mantuvo durante varias semanas en los primeros lugares, agotando rápidamente las existencias debido a que se trataba de una edición limitada.

## Vídeo musical

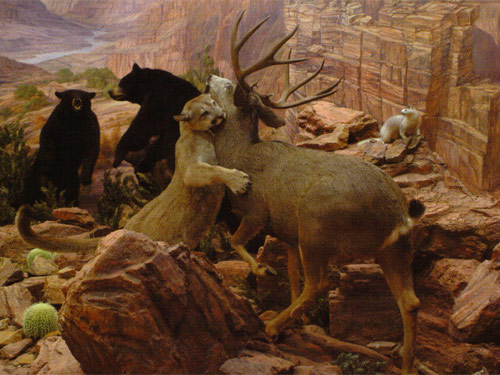
En el vídeo musical aparecen numerosos animales disecados, que están relacionados con la estética del álbum.

En el videoclip de este tema, Alaska y Nacho se encuentran en un bosque de hojas y árboles secos (como el que aparece en la portada de Naturaleza muerta). Dentro de este mismo hay esparcidos por toda la escena, animales disecados.
Alaska canta y Nacho aparece luego para hacer un pícnic con una pequeña parrillada. Al comenzar el estribillo de la canción, el buen tiempo cambia, el cielo se nubla, y se levanta un gran vendaval que arrastra las hojas secas, mientras Alaska baila y canta «No sé qué me das, que me hace volar...». Al terminar el coro, un águila (disecada) cruza por el cielo, despejando las nubes. Alaska continúa haciendo el playback sentada en un tronco, poco antes del segundo estribillo se levanta un nuevo vendaval. Al final de la canción, esta se va atenuando lentamente, Alaska sigue haciendo el playback y Nacho recoge su pícnic y se va.

## Posicionamiento en listas
| País   | Lista              | Mejor posición |
| ------ | ------------------ | -------------- |
| España | Los 40 principales | 1              |